# Courchavon
Courchavon est une commune suisse du canton du Jura.

## Géographie

### Situation
La commune se trouve sur la rive gauche de l'Allaine. Elle comprend le hameau de Mormont.
Le territoire de Courchavon s'étend sur 6,19 km2. Lors du relevé de 2013-2018, les surfaces d'habitations et d'infrastructures représentaient 8,2 % de sa superficie, les surfaces agricoles 30,4 %, les surfaces boisées 60,4 % et les surfaces improductives 1,8 %.

### Transport
La commune dispose de la gare de Courchavon, une halte ferroviaire en service sur la ligne de Delémont à Delle.

## Toponymie
Le nom de la localité dérive du substantif roman corte, qui désigne un domaine agricole ou un hameau et remonte lui-même au latin cohorte, et d'un nom de personne d'origine latine, vraisemblablement Capo.
Sa première occurrence écrite date de 1279, sous la forme de Corchauon.
L'ancien nom allemand de la commune est Vogtsburg (château du bailli).

## Population et société

### Surnoms
Les habitants de la commune sont surnommés les Virots, soit les petits poissons en patois ajoulot, les Virats, soit les girouettes ou les tourniquets, les Virons et les Bacquétrons, soit littéralement ceux qui bequent les étrons, au sens de personnes qui se contentent de peu.

### Démographie

#### Évolution de la population
Courchavon compte 314 habitants au 31 décembre 2023 pour une densité de population de 51 hab/km2. Sur la période 2010-2023, sa population a augmenté de 2,6 % (canton : 6,4 % ; Suisse : 9,4 %).  

#### Pyramide des âges
En 2023, le taux de personnes de moins de 30 ans s'élève à 32,5 %, au-dessus de la valeur cantonale (32,1 %). Le taux de personnes de plus de 60 ans est quant à lui de 28 %, alors qu'il est de 29,4 % au niveau cantonal.
La même année, la commune compte 151 hommes pour 163 femmes, soit un taux de 48,1 % d'hommes, inférieur à celui du canton (49,5 %).
| Hommes | Classe d’âge | Femmes |
| ------ | ------------ | ------ |
| 0,7    | 90 ans ou +  | 1,8    |
| 7,3    | 75 à 89 ans  | 9,8    |
| 18,5   | 60 à 74 ans  | 17,8   |
| 18,5   | 45 à 59 ans  | 20,9   |
| 22,5   | 30 à 44 ans  | 17,2   |
| 15,9   | 15 à 29 ans  | 14,1   |
| 16,6   | - de 14 ans  | 18,4   |

| Hommes | Classe d’âge | Femmes |
| ------ | ------------ | ------ |
| 0,7    | 90 ans ou +  | 1,8    |
| 8,6    | 75 à 89 ans  | 10,7   |
| 18,2   | 60 à 74 ans  | 18,8   |
| 20,3   | 45 à 59 ans  | 20,5   |
| 18,4   | 30 à 44 ans  | 17,8   |
| 18,1   | 15 à 29 ans  | 16,0   |
| 15,6   | - de 14 ans  | 14,4   |